# Туркель Іван Лукич
Іван Лукич Туркель (нар. 9 жовтня 1903 — пом. 6 квітня 1983) — радянський військовий льотчик та воєначальник ВПС СРСР. Учасник Громадянської, Радянсько-фінської і Радянсько-німецької воєн, генерал-полковник авіації (1946).

## Життєпис
Народився 9 жовтня 1903 року у селі Федорівка Олександрівського повіту (нині в межах Мелітопольського району Запорізька область України).
У РСЧА з жовтня 1920.
В 1942 командував ВПС 14-ї армії.
З початком Радянсько-німецької війни перебував на посаді командира 1-ї змішаної авіаційної дивізії. З серпня 1941 — командувач ВПС 14-ї армії Карельського фронту, з жовтня 1942 формував і командував 2-м бомбардувальним авіаційним корпусом на Донському і Сталінградському фронтах, брав участь у Сталінградській битві. З січня 1943 г. — генерал-інспектор ВПС Червоної Армії.
У 1944 році брав участь у підготовці до бойових операцій 2-ї і 16-ї Повітряних армій. У січні-лютому 1945 проводив інспекторську перевірку Повітряних армій на Далекому Сході.
У грудні 1950 відряджений у Військо Польське, де виконував посаду командувача ВПС Війська Польського, залишаючись в кадрах Радянської Армії. З листопада 1956 — 1-й заступник командувача, потім командувач Дальньої авіації. З серпня 1964 — консультант з питань Дальньої Авіації заступника головнокомандувача ВПС з бойової підготовки.
З грудня 1968 — у відставці. Проживав у Москві. Помер 6 квітня 1983 року. Похований на Ваганьковському кладовищі.